# Шрек 2
Шрек 2 (енгл. Shrek 2) је амерички рачунарски-анимирани хумористички филм из 2004. године слабо заснован на сликовници Шрек! из 1990. године Вилијама Сејга. Представља наставак филма Шрек из 2001. године и други део у филмској франшизи Шрек. Као и у претходном филму гласове главним јунацима позајмили су Мајк Мајерс, Еди Марфи и Камерон Дијаз. Поред њих, гласове новим ликовима позајмљују Антонио Бандерас, Џули Ендруз, Џон Клиз, Руперт Еверет и Џенифер Сондерс.
Развој филма почео је 2001. године и због неслагања са продуцентима, сценаристи првог филма су замењени са Ендру Адамсоном. Причу је инспирисао филм Погоди ко долази на вечеру (1967) и нови алати анимације су коришћени како би побољшали изглед сваког лика, посебно Мачка у чизмама. Главни глумци су такође добили значајно повећање плате, на 10 милиона долара, што је у то време било једно од највећих зарада у њиховим каријерама.
Филм је премијерно приказан на Канском филмском фестивалу 2004. године, где се такмичио за Златну палму, а у светске биоскопе је издат 19. маја исте године. Наишао је на позитиван пријем код критичара, а често га наводе као један од ретких филмских наставака који је надмашио свог претходника и зарадио је преко 935 милиона долара широм света. Био је најуспешнији филм из 2004. године по заради. Шрек 2 је до данас остао најуспешнији филм студија Дримворкс и био је најуспешнији анимирани филм свих времена, док га није престигао филм Прича о играчкама 3 2010. године. Филм је био номинован за два Оскара, за најбољи анимирани филм и за најбољу оригиналну песму, а званични филмски саундтрек се нашао на топ 10 листи америчког Billboard 200-а. Наставак, Шрек 3, објављен је 2007. године.

## Радња
Младенци Шрек и Фиона враћају се са меденог месеца да би их Фионини родитељи позвали на краљевски бал како би прославили брак. Шрек првобитно одбија да иде, али Фиона га наговара на то и заједно са Магарцем путују у Далеко краљевство. Упознају Фионине родитеље, краља Харолда и краљицу Лилијан, који су шокирани кад виде да су и њихова ћерка и зет огри, са Харолдом посебно одбијеним. За вечером, Шрек и Харолд улазе у жестоку расправу и Фиона, згрожена њиховим понашањем, закључава се у својој соби. Шрек се брине да ће изгубити Фиону, посебно након што је пронашао њен дневник из детињства и прочитао да је некада била заљубљена у Принца Лепотана.
Харолда укоравају Добра вила и њен син Принц Лепотан, јер је Лепотан требало да се ожени Фионом у замену за Харолдов властити срећан крај. Наређује му да пронађе начин да се реши Шрека. Харолд договара да му се Шрек и Магарац придруже на фиктивном ловном путовању, што је заправо замка која би их намамила у руке атентатора Мачка у чизмама. Не могавши да победи Шрека, Мачак открива да му је платио Харолд и нуди да пође и искупи се. Њих троје се ушуњају у фабрику напитака Добре Виле и украду напитак „Срећни до краја живота” за који Шрек мисли да ће га учинити довољно добрим за Фиону.
Шрек и Магарац пију напитак и падају у добок сан, пробудивши се следећег јутра како би открили његове ефекте: Шрек је сада згодан човек, док се Магарац претворио у елегантног белог пастува. Да би промена била трајна, Шрек мора пољубити Фиону до поноћи. Шрек, Магарац и Мачак враћају се у дворац да открију да је напитак претворио Фиону такође у своје некадашње људско ја. Међутим, Добра Вила, откривши крађу напитка, већ је послала Лепотана да се представља као Шрек и задобије Фионину љубав. На наговор Добре Виле, Шрек напушта дворац, верујући да је најбољи начин да усрећи Фиону да је пусти.
Да би се осигурала да се Фиона заљуби у Лепотана, Добра Вила даје Харолду љубавни напитак који ће ставити у Фионин чај. Ову размену чули су Шрек, Магарац и Мачак, које су ухапсиле краљевске страже. Док краљевски балзапочиње, неколико Шрекових пријатеља удружују се да би ослободили трио и они упадају у замак уз помоћ огромног човека од ђумбира. Шрек је закаснио да спречи Лепотана да пољуби Фиону, али уместо да се заљуби у Лепотана, Фиона га оставља. Харолд открива да Фиони није дао љубавни напитак, на шта сада разбеснела Добра Вила покушава да убије Шрека. Харолд спашава Шрека, а његов оклоп одражава чаролију Добре Виле на њу, распадајући је; међутим, он је поново претворен у Краља Жаба, свој прави облик. Харолд се извињава због свог ранијег понашања, признајући да је годинама раније користио напитак Срећни до краја живота да би стекао Лилијанину љубав, и даје свој благослов браку Шрека и Фионе. Лилијан уверава Харолда да га још увек воли.
Како сат откуцава поноћ, Фиона одбија Шрекову понуду да остане човек, и они срећно пуштају да се ефекти напитка истроше и врате у своје облике огра, док се Магарац такође враћа у свој природни облик. У сцени средњих заслуга, Змајица, која се претходно удала Магарцем, открива да сада имају неколико хибридних беба змај-магарац, на његово изненађење.

## Гласовне улоге
| Глумац           | Улога           |
| ---------------- | --------------- |
| Мајк Мајерс      | Шрек            |
| Еди Марфи        | Магарац         |
| Камерон Дијаз    | Принцеза Фиона  |
| Џули Ендруз      | Краљица Лилијан |
| Антонио Бандерас | Мачак у чизмама |
| Џон Клиз         | Краљ Харолд     |
| Руперт Еверет    | Принц Лепотан   |
| Џeнифер Сондерс  | Добра Вила      |